# Ninong
Ninong est un village de la Région du Littoral au Cameroun, situé dans la commune de Melong.

## Population et développement
En 1967, la population de Ninong était de 1365 habitants, essentiellement des Mbo. Lors du recensement de 2005, elle était de 596 habitants.